# 庞村镇 (定州市)
庞村镇，是中华人民共和国河北省保定市定州市下辖的一个乡镇级行政单位。

## 行政区划
庞村镇下辖以下地区：
庞村社区村、西坂村、东南宋村、苏泉村、西南宋村、东坂村、北陶邱村、南陶邱村、北只东村、张只东村、西只东村、杨只东村、于只东社区村、东只东村、小西丈村、大西丈村和北东丈村。